# Reforma electoral

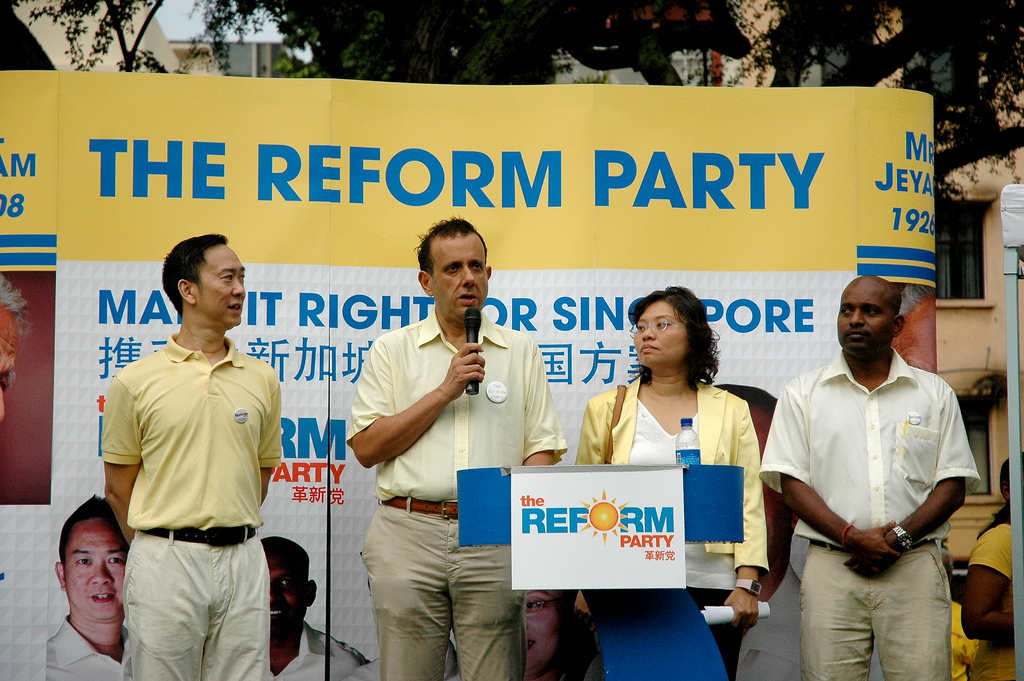
Kenneth Jeyaretnam, Secretario General del Partido Reformista, hablando durante un mitin en el Speakers' Corner, Singapur. A sus costados Alec Tok (izquierda) y Hazel Poa (derecha).

Una reforma electoral, es la modificación de las leyes, reglamentos y/o disposiciones que rigen en un Estado para ordenar y determinar todo lo relacionado con las elecciones.

## Alcance
Las reformas electorales pueden modificar diversos aspectos de elementos tales como:
- Inscripción y regulaciones de los partidos políticos habilitados para poder participar en la elección
- Condiciones que deben satisfacer los candidatos (por ejemplo antigüedad de residencia en determinada región)
- Tipo de sistema de votación, listas simples o listas múltiples
- Sistema para determinar el ganador
- Mecanismos de votación (listas de papel, voto electrónico)
- Forma en que se representan las minorías[2]
- Sistema de elección: voto obligatorio o no, forma de determinar al ganador
- Reglamentación de las alianzas
- Duración en los cargos elegibles
- Posibilidad o no de ser reelegido
- Determinación de la zona geográfica de cada circunscripción electoral
- Representación directa o mediante electores
- Modificación de las condiciones para tener derecho a votar (por ejemplo edad mínima de los votantes)
- Fijación de mecanismos y regulaciones para evitar el uso de prácticas clientelares que busquen amañar los resultados

A veces las reformas pueden perseguir determinados propósitos específicos, determinado partido político o candidato, como por ejemplo modificando las pautas para permitir que determinada persona pueda ser reelegida o no.

## Iniciativas para un sistema electoral transparente
A lo largo de la historia, se han implementado diversos mecanismos y procedimientos para:
- Erradicar la violencia durante las elecciones
- Asegurar que los votantes voten en forma libre y sin ser amenazados
- Minimizar la posibilidad de presiones sobre los votantes
- Luchar contra el cohecho y la compra de votos
- Asegurar que la persona que vota coincide con el nombre registrado en el padrón electoral
- Evitar la sustracción de boletas
- Evitar todo tipo de fraude electoral